# Inversão térmica

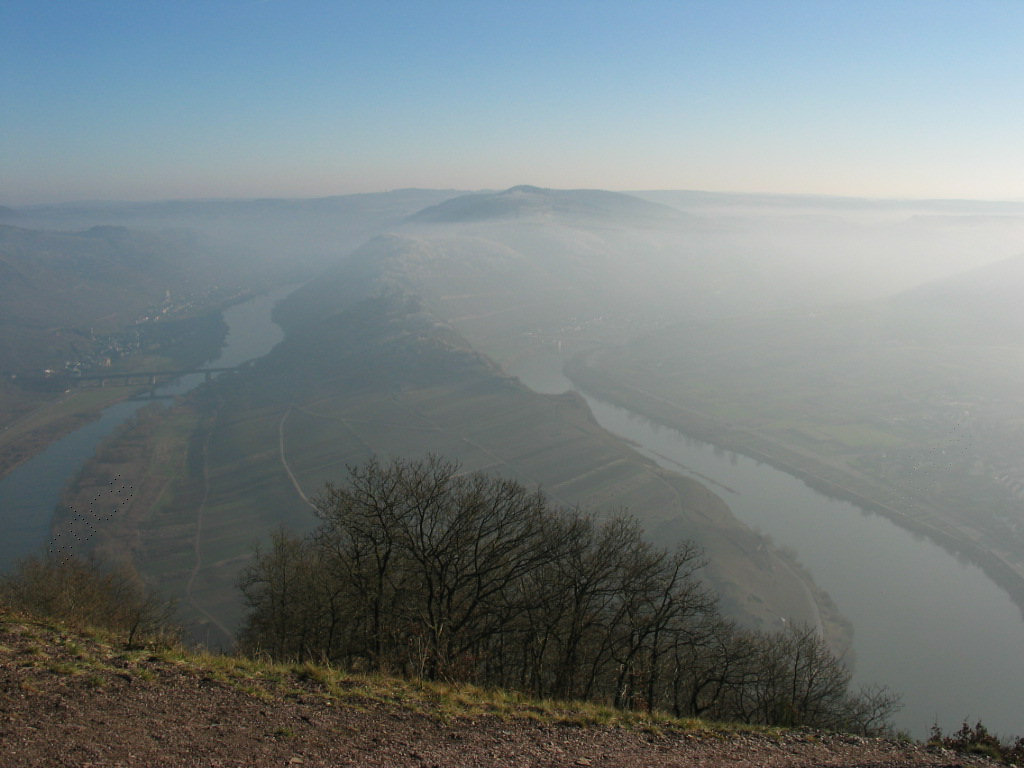

Inversão térmica é um fenômeno atmosférico de milhares de metros de espessura que ocorre no topo da camada limite planetária (CLP), a uma altitude da ordem de 1 km sobre áreas continentais, e onde o gradiente térmico (gradiente vertical da temperatura do ar) decresce com a altura, numa razão inferior a 10 graus por km (gradiente adiabático).

## Princípios da inversão térmica
O fenômeno da inversão térmica, capaz de confinar grandes quantidades de poluentes numa estreita camada da atmosfera, é um fenômeno em que a convecção natural é dificultada pela inversão do gradiente de temperatura em função da altitude necessária para a livre dispersão dos solutos do ar que formam a poluição, confinando-os a uma estreita camada fluida, rica em poluentes. Na inversão térmica, o gradiente da temperatura do ar segue um perfil aproximadamente adiabático (não ganham nem perdem calor), tipicamente de -1 °C/100 m, até determinada altitude onde há um aumento da temperatura em função da altitude.

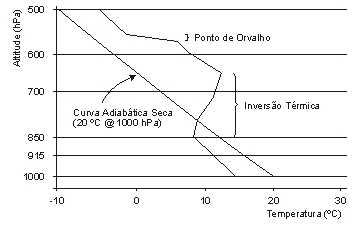
Exemplificação da inversão térmica num diagrama Skew-T / Log-P resumido

Essa inversão no gradiente de temperatura inviabiliza a formação da convecção natural entre essas camadas de ar. A partir de uma altitude um pouco maior, a gradiente de temperatura do ar volta a seguir a aproximação adiabática da atmosfera que se estende até altitudes de 10 km. As inversões térmicas podem ocorrer em várias altitudes da atmosfera, contudo, as mais preocupantes são as inversões em baixa altitude (100 a 300 metros) por sua capacidade de dificultar a dispersão dos poluentes gerados nos centros urbanos.

## Definição simplificada
Normalmente, o ar quente é menos denso que o ar frio, e na atmosfera da Terra o ar frio tende a ficar em cima nas altitudes elevadas. Essa naturalidade na atmosfera força que o ar frio desça pela sua maior densidade e esquente perto da superfície e suba novamente após aquecido, provocando um ciclo de troca (convecção) e limpeza dos poluentes. Geralmente, esse fenômeno ocorre quando o solo esfria muito rápido a noite, favorecendo o efeito estufa que, consequentemente, reduz o efeito da inversão à medida que o dia vai avançando.

## Inversões térmicas históricas

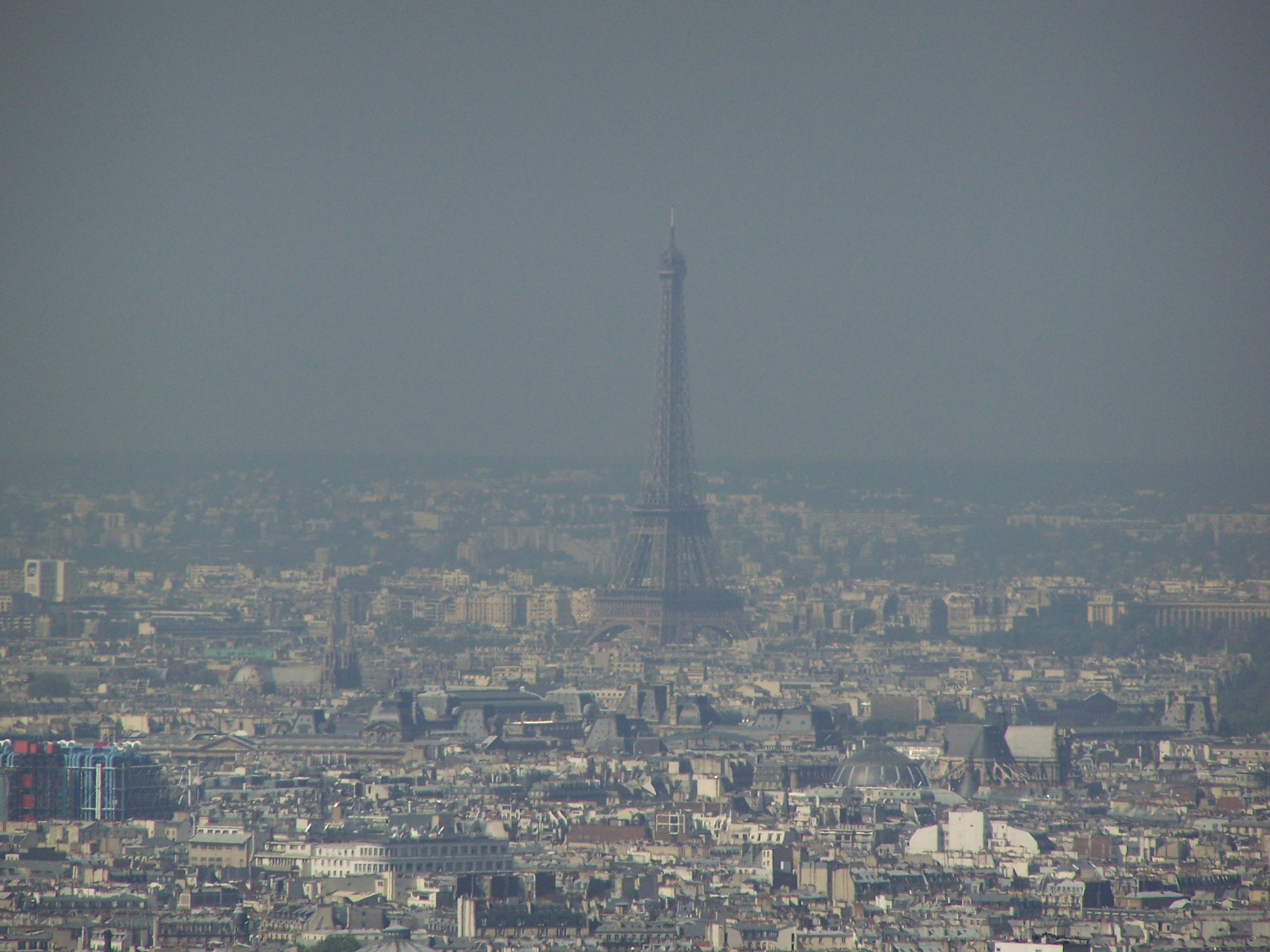
Poluição atmosférica em Paris.

A primeira inversão térmica associada a grandes proporções de concentração de poluentes no ar ocorreu em dezembro de 1952 em Londres, sendo conhecida em inglês como The Great Smog (uma mistura de neblina com poluição). Naquela época os poluentes da combustão de carvão com alto teor de enxofre associado a uma inversão térmica prolongada provocou a morte de 4 000 pessoas.
Em 2007 a cidade de Santiago no Chile, enfrentou vários dias de condições desfavoráveis à dispersão dos poluentes devido a uma inversão térmica prolongada. Foram decretadas três situações de pré-emergência ambiental onde 70% dos veículos sem conversor catalítico e 20% dos equipados com o dispositivo não podiam circular.
Em 1º de setembro de 2007 a cidade de São Paulo enfrentou uma inversão térmica que se estabilizou a 58 metros de altura provocando uma das piores condições para a dispersão dos poluentes na cidade. Nenhuma estação medidora da CETESB apresentou boa qualidade do ar naquele dia.

## Relações com o tempo e o clima
A inversão térmica por ser um fenômeno de curta duração, variando tipicamente de algumas horas a alguns dias, está intimamente relacionada às variações climáticas do tempo meteorológico. O fenômeno é mais comum após a passagem de uma frente fria quando o tempo se abre e uma massa de ar fria e seca, de ventos fracos, recobre uma região que recebeu as chuvas recentes. A presença de nevoeiros de superfície na madrugada e no início da manhã também é um fenômeno comum durante a inversão térmica.

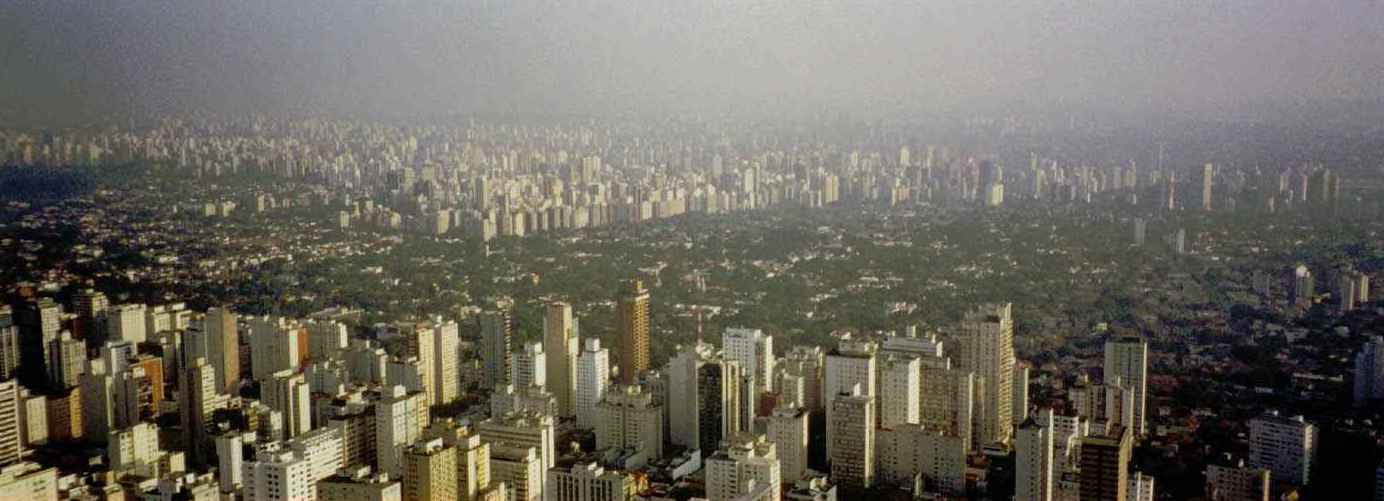
Poluição atmosférica nos Jardins, cidade de São Paulo.

Apesar da inversão térmica ser mais conhecida no outono e inverno em vários grandes centros urbanos como São Paulo, Los Angeles, Cidade do México, Santiago, Bombaim e Tehran devido ao aumento da poluição nessas condições climáticas, a inversão térmica pode ocorrer em qualquer dia do ano e em qualquer região da Terra. Cidades menores como Oslo, Salt Lake City e Boise, que são cercadas por montanhas, também apresentam altos índices de poluição em inversões térmicas que bloqueiam a dispersão dos poluentes como se houvesse uma tampa sobre a cidade. Dentro da climatologia é possível estudar quais as regiões onde o fenômeno natural da inversão térmica é mais frequente.

## Indicadores das condições meteorológicas

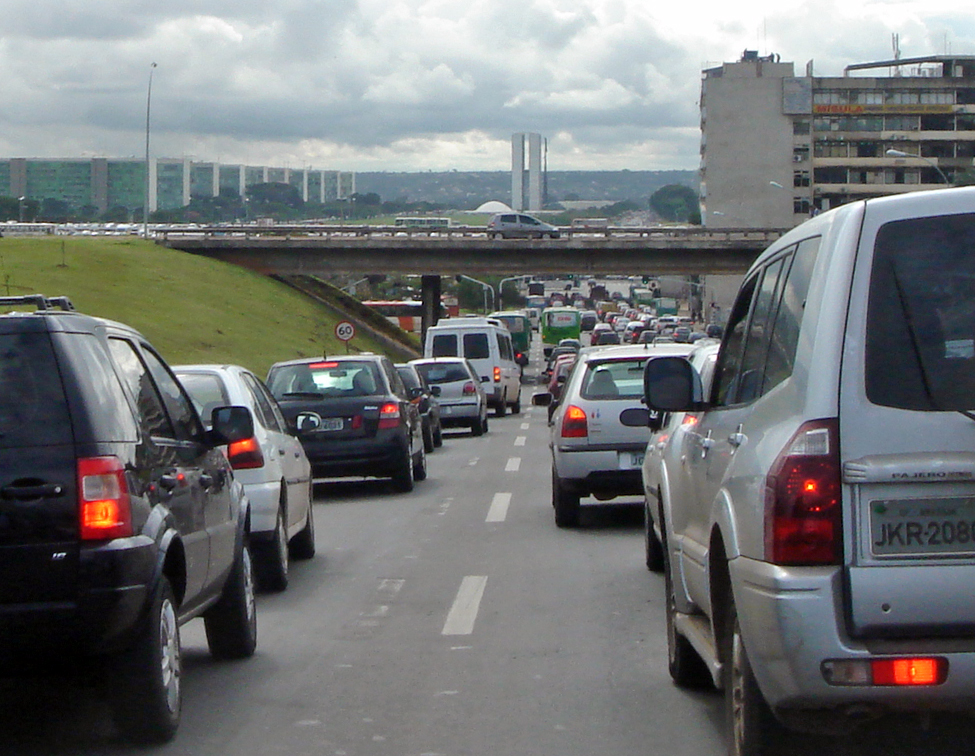
Congestionamento de veículos no Eixo Monumental, em Brasília, Brasil.

Na meteorologia existem alguns indicadores que medem a facilidade das trocas de ar no sentido vertical entre as camadas atmosféricas que na maioria dos casos são obtidos por balões meteorológicos. Nesse sentido o CIN - Convective INhibition (Inibição Convectiva) é uma medida da energia necessária para iniciar uma convecção e o CAPE Convective Available Potential Energy (Energia Potencial Convectiva Disponível) é uma medida da energia disponível para se estabelecer uma convecção. Índices elevados do CIN favorecem a inversão térmica, enquanto índices elevados do CAPE favorecem a formação de tempestades severas.
Se uma parcela de ar ascender de forma adiabática, i.e., sem trocar calor com o ambiente, ela esfriará a uma taxa de 10 graus por km, aproximadamente. Assim, numa camada de inversão térmica, ela se encontrará mais fria que o ambiente, portanto, com uma densidade relativa maior que a do ar ambiente. A parcela sofrerá uma aceleração retardante e por isso tenderá a voltar para o seu nível de partida (que pode ser considerado seu nível de equilíbrio estático). É um caso de estabilidade estática.
De forma similar, uma parcela que se desloque para baixo sem trocar calor com o ambiente externo (de forma adiabática) tenderá a se aquecer mais rapidamente que o ambiente (aquecimento adiabático) de forma que sofrerá a ação de uma aceleração retardante que tenderá a colocá-la em seu nível original. Por essa razão, parcelas de ar (poluído ou não) que entrem na camada de inversão térmica tendem a não ultrapassá-la.
Sobretudo devido à presença de ilhas de calor, nas metrópoles a inversão térmica de altitude (no topo da CLP) funciona como uma tampa para os poluentes emitidos dentro da CLP. Somente a formação de uma nuvem de grande desenvolvimento vertical consegue liberar o ar poluído para os níveis superiores da atmosfera livre (média e alta troposfera). Note-se que no topo da troposfera há também uma inversão térmica de altitude, ainda mais intensa que a encontrada no topo da CLP. Quando um cumulonimbus alcança a tropopausa, as parcelas de ar são impedidas de ascender mais pelas condições de estabilidade estática encontradas na camada de transição entre a troposfera e a estratosfera. Na estratosfera predomina escoamento laminar e condições de estabilidade estática intensas, i.e., a temperatura do ar aumenta com a altura e comprimento.

## Problemas de saúde
Este fenômeno, por sua característica de potencializar a poluição do ar, afeta diretamente a saúde das pessoas. Doenças associadas à poluição, como asma e bronquite afetam sobretudo as crianças. Brônquios e alvéolos pulmonares, irritados pela poluição, tornam-se mais susceptíveis a outras doenças do trato respiratório. A irritação nos olhos também é comum em ambientes altamente poluídos devido à inversão térmica.

## Soluções
As soluções para estes problemas estão ligados à adoção de políticas ambientais eficientes que visem diminuir o nível de poluição do ar nos grandes centros urbanos. A substituição de combustíveis fósseis por biocombustíveis ou energia elétrica poderia reduzir este problema. Campanhas públicas conscientizando as pessoas sobre a necessidade de trocar o transporte individual (particular) pelo transporte público (ônibus e metrô) também ajudaria a amenizar o problema. A fiscalização nas regiões onde ocorrem queimadas irregulares também contribuiria neste sentido.

## Conclusão
A maneira mais comum na qual a inversão de superfície se forma é através do ar gelado perto do chão à noite. Quando o sol se põe, o chão perde calor muito rápido e isso esquenta o ar que está em contato com ele. Entretanto, como o ar não é bom condutor de calor, o ar logo acima da superfície continua quente.
Condições que favorecem o desenvolvimento de fortes inversões de superfície são ventos calmos, céu claro e longas noites. Ventos calmos impedem o ar quente acima da superfície de se misturar com o do chão, e céus limpos aumentam a taxa de resfriamento da superfície terrestre. Noites longas permitem que o ar gelado no chão continue por um longo período, resultando em uma diminuição maior da temperatura da superfície. Já que noites no inverno são muito mais longas que as do verão, a inversão térmica é mais forte e comum nos meses de inverno.
Uma forte inversão implica uma substancial diferença entre o ar gelado de superfície e o ar quente acima.  Durante o dia, as inversões térmicas tendem a se enfraquecer e normalmente desaparecem. Entretanto, entre certas condições meteorológicas, como uma alta pressão sobre a área, essas inversões podem se estender por vários dias.